# Proyecto de Negociación de Harvard
El Proyecto de Negociación de Harvard es un proyecto creado en la Universidad de Harvard que aborda temas de negociación y resolución de conflictos.
Los objetivos declarados y la meta del proyecto, según expone la Facultad de Derecho de Harvard, son los siguientes:
El director del proyecto desde 2008 es el profesor James Sebenius.
El programa se inició en 1979, en este momento inicial de actividades los jefes conjuntos del proyecto fueron William Ury y Roger Fisher.
El proyecto publicó un texto titulado Getting to Yes en 1981. Getting It DONE: How to Lead When You're Not in Charge se publicó en 1998, Difficult Conversations: How to Discuts What Matters Most in 1999, y Beyond Reason: Using Emotions as you Negotiate se publicó en 2006.
El proyecto en algún momento identificó cuatro factores cruciales para la negociación: personas, intereses, opciones y criterios (también conocidos como condiciones de contorno).
Las actividades del proyecto incluyen: construcción de teoría, educación y capacitación, publicaciones y una clínica de conflicto.